# Yechiel Bar-Lev
Yechiel Bar-Lev (XX secolo) rabbino ed esegeta, cabalista e commentatore del Talmud di Gerusalemme (Yerushalmi).
Rabbi Yechiel Bar-Lev studiò presso la rinomata Yeshivah Ponevezh in Israele, sotto la guida spirituale di Rabbi Chaim Fridlan DeRome, esperto degli insegnamenti del grande cabalista Mosè Luzzatto.